# Curtis LeMay
Curtis Emerson LeMay (Columbus (Ohio), 15 november 1906 – Riverside (Californië), 1 oktober 1990) was een generaal van de Amerikaanse luchtmacht en kandidaat-Vice President voor onafhankelijk kandidaat George Wallace tijdens de verkiezingen van 1968.
LeMays bekendste wapenfeit is het voorbereiden en uitvoeren van een effectieve, systematische bombardementscampagne in de Stille Oceaan tijdens de Tweede Wereldoorlog. Na de oorlog gaf hij leiding aan de Berlijnse Luchtbrug, herstructureerde daarna het Amerikaanse SAC tot een effectieve strijdmacht tijdens een nucleair conflict.
Hij werd door verschillende mensen echter ook gezien als een oorlogszuchtige ruziestoker (hij kreeg van hen zelfs de bijnaam "Bombs Away LeMay") door wiens agressieve aanpak de Koude Oorlog meermalen dreigde te ontvlammen in een echte oorlog tussen de Verenigde Staten en de Sovjet-Unie. Een bekend voorbeeld van een dergelijke situatie was LeMays optreden tijdens de Cubacrisis.

## Biografie

### Vroege leven en loopbaan
LeMay is geboren en getogen in Columbus. Hij studeerde waterbouwkunde aan de Ohio State University en ging in 1928 bij het Air Corps, waar hij via het ROTC een officier werd. In 1930 werd hij aangesteld als tweede-luitenant. Op 9 juni 1934 trad in het huwelijk met Helen E. Maitland († 1994), met wie hij één kind kreeg — Patricia Jane LeMay Lodge.
In 1937 stapte hij over naar bommenwerpers, waar zijn kunde al snel bleek. Als zijn bemanningen niet op missie waren, werden ze door hem genadeloos gedrild, ingevolge zijn heilige geloof dat oefening de sleutel was tot het redden van hun levens op het strijdtoneel. De mannen noemden hem "Iron Ass" om zijn veeleisendheid, maar hij werd enorm gerespecteerd.
Er doet een verhaal de ronde dat LeMay een keer naar een volgetankte bommenwerper liep met zijn eeuwige sigaar hard tussen zijn lippen geklemd. Toen de wacht hem verzocht deze te doven omdat anders misschien de kerosine in brand kon vliegen, snauwde LeMay "dat zou het niet durven".

### Tweede Wereldoorlog

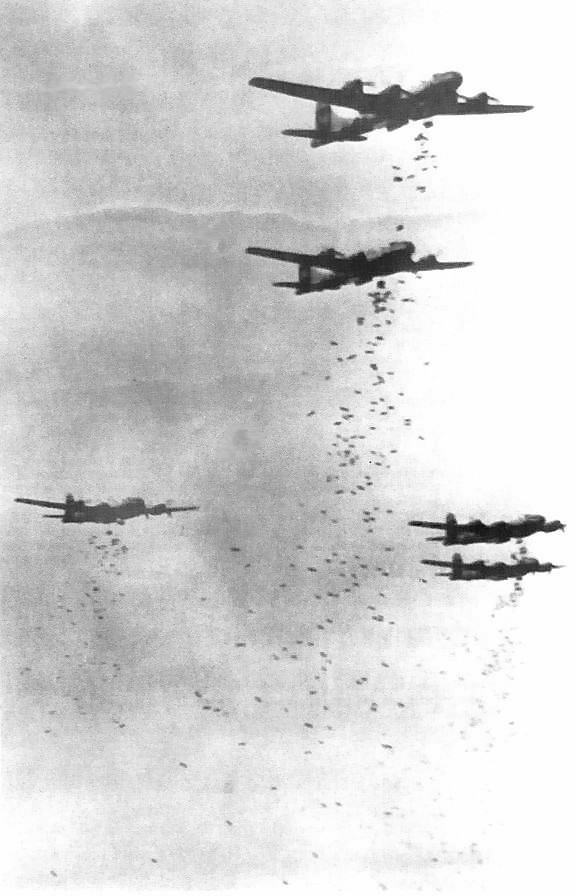
LeMay werd beroemd en berucht door zijn grootschalige vuurbombardementen op Japanse steden tijdens de oorlog met honderden vliegtuigen op lage hoogten

Bij het uitbreken van de Tweede Wereldoorlog was LeMay eskadroncommandant van de Achtste der Luchtmacht. Begin 1942 was hij overste en bevelvoerder over het 305e in Europa. Op 13 september 1943 kreeg hij het commando over de 3de Bombardementsdivisie. Meermalen toonde hij moed door persoonlijk zijn troepen in de strijd aan te voeren bij gevaarlijke missies, onder meer tijdens de missie die beschouwd wordt als de gevaarlijkste bombardementsvlucht van de hele oorlog — het bombardement op het industrieel complex te Regensburg op 17 augustus 1943. Bij de USAF staat die dag sindsdien bekend als "Zwarte Donderdag". Van de 291 B-17s die werden ingezet, werden er 60 neergeschoten; vijf stortten neer bij de terugkeer; twaalf werden na de landing afgeschreven als total-loss; en 121 moesten reparatie ondergaan alvorens naar actieve dienst terug te keren. 93 toestellen keerden heelhuids terug.
Deze grootschalige, maar weinig effectieve, missie tegen het industrieel complex vijfhonderd kilometer in het vijandige binnenland gelegen was de tweede van zijn soort. Beide werden ondernomen zonder dekking van jachtvliegtuigen. Omdat de missie vrijwel niets opleverde, viel hij niet goed bij het Amerikaanse publiek. Het wachten was op de North American P-51 Mustang escortejager die op bombardementen diep in Duitsland voor dekking konden zorgen. Pas in januari 1944 werden door de USAAF weer precisiebombardementen bij daglicht diep in Duitsland uitgevoerd. 
In juli 1944 werd LeMay overgeplaatst naar de Stille Oceaan. Hij werd bevorderd tot generaal-majoor en gaf eerst leiding aan het XXe en later aan het XXIe Bomber Command in India.
LeMay kwam snel tot het inzicht dat zijn bommenwerpers niet in meer dan vijf procent van de gevallen hun bommen in de buurt van het doel afwierpen en dat verliezen van toestellen en bemanningen onhoudbaar hoog waren. LeMay raakte ervan overtuigd dat doorgaan met precisiebombardementen vanaf grote hoogte niet effectief zou zijn gegeven het normaal bewolkte weer boven Japan. Hij stapte over op lage-hoogte vuurbombardementen tegen Japanse steden. Precisiebombardementen werden verder alleen uitgevoerd als het weer het toestond.
LeMay gaf leiding aan B-29 operaties tegen Japan, waaronder de grootschalige vuurbombardementen tegen 64 Japanse steden. Hierbij was het vuurbombardement van Tokio op 9 en 10 maart 1945. Ten behoeve van deze eerste aanval liet LeMay de wapens van 325 B-29s verwijderen, liet hij de toestellen uitrusten met vuurclusters en gaf hij bevel tot bombardementen vanaf een hoogte tussen 1700 en 3000 meter boven Tokio. De eerste vliegtuigen arriveerden net na middernacht op 10 maart. Binnen drie uur wierpen ze 1665 ton vuurbommen af, doodden ze tienduizend burgers en werd 24 vierkant kilometer van de stad in de as gelegd.

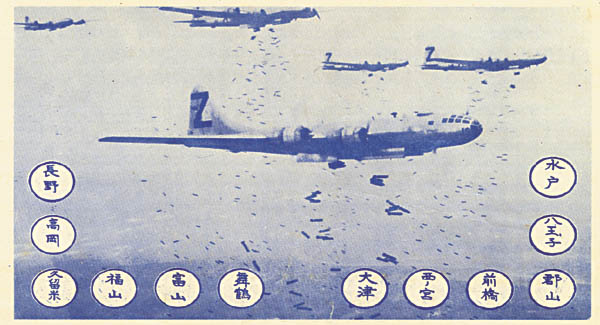
Een "LeMay Bommen Brochure" uit de oorlog, om Japanse burgers te intimideren. De tekst op de brochure is "Helaas hebben bommen geen ogen. Dus, in navolging van Amerika's humanitaire beleid, geeft de Amerikaanse Luchtmacht, die niet wenst onschuldige mensen te verwonden, jullie nu te kennen dat jullie de genoemde steden moeten evacueren om jullie het leven te redden." LeMay zelf zou later zeggen "Er zijn geen onschuldige burgers, dus heb ik er eigenlijk geen probleem mee onschuldige omstanders om te brengen."

Er zijn geen precieze statistieken bekend, maar bij de vuurbombardementen en de nucleaire bombardementen die LeMay tegen Japan voerde tussen maart 1945 en de Japanse overgave in augustus zijn mogelijk meer dan een miljoen Japanse burgers omgekomen. Officiële schattingen van de United States Strategic Bombing Survey spreken over 330000 doden, 476000 gewonden, acht en een half miljoen daklozen en twee en een half miljoen verwoeste gebouwen. Van 32 steden werd de bebouwde kom volledig verwoest.
"Er zijn geen onschuldige burgers, dus heb ik er eigenlijk geen probleem mee onschuldige omstanders om te brengen", berichtte de New York Times destijds, Majoor-Generaal Curtis E. LeMay, bevelvoerder over de B-29s in heel het Marianengebied, verklaart dat als de oorlog een enkele dag bekort wordt, de aanval zijn doel gediend heeft".
LeMay noemde zijn nachtelijke vuurbombardementen "fikkie stoken". De Japanners noemden hem "barbaarse LeMay" (鬼畜ルメイ). LeMay was zich zeer gewaar van de meedogenloosheid van zijn handelen en van de Japanse mening over hem — hij merkte ooit op dat als de VS de oorlog mocht verliezen, hij volledig verwachtte terecht te moeten staan voor oorlogsmisdaden. Maar hij hield vol dat het zijn plicht was de aanvallen uit te voeren.
De presidenten Roosevelt en Truman steunden LeMay met als argument de inschatting van een invasie van Japan een miljoen Amerikaanse troepen het leven had gekost. Bovendien hadden de Japanners hun wapenindustrie gedecentraliseerd en ondergebracht in civiele gebieden waardoor deze, zo was de redenering, legitieme, militaire doelen werden.
Daarnaast gaf LeMay leiding aan Operation Starvation, een operatie waarbij vanuit de lucht zeemijnen werden gelegd in Japanse waterwegen en havens om de Japanse logistiek te verstoren.

### Koude oorlog
Na de Tweede Wereldoorlog werd LeMay kortstondig overgeplaatst naar het Pentagon als onderschef-staf voor Onderzoek en Ontwikkeling. In 1947 keerde hij terug naar Europa als bevelvoerder van de USAF in Europa. In deze rol gaf hij in 1948 leiding aan de operaties voor de luchtbrug naar Berlijn. Onder zijn leiding begonnen C-54 vrachtvliegtuigen met elk een capaciteit van 10 ton vanaf 1 juli de stad te bevoorraden. Bij het intreden van de herfst vervoerde de luchtbrug dagelijks zo'n 5000 ton goederen per dag. De luchtbrug ging 11 maanden door, een periode gedurende welke 213.000 vluchten in totaal 1.7 miljoen ton voedsel en brandstof Berlijn invlogen. De Sovjet-Unie gaf toen het beleg op en heropende de landcorridor naar het Westen.
In 1949 keerde LeMay terug naar de VS om het bevel over de Strategic Air Command op zich te nemen, als opvolger van generaal George Kenney. Toen hij de SAC overnam, bestond deze uit nauwelijks meer dan een paar onderbemande B-29 groepen die nog over waren uit de Tweede Wereldoorlog. Bijna de helft van die toestellen was werkelijk inzetbaar en de bemanningen hadden sterk de behoefte aan training. Toen hij een oefenbombardement gelastte op Dayton in de staat Ohio, misten de meeste toestellen het doel met een marge van meer dan een mijl.
Hij leidde het SAC tot 1957 en stond aan het hoofd van haar transformatie tot een moderne, doeltreffende luchtmacht die volledig met straaltoestellen vloog. In diezelfde periode schafte hij een grote vloot nieuwe bommenwerpers aan, bouwde hij een uitgebreid netwerk op om bommenwerpers in de lucht bij te tanken, zette hij vele nieuwe eenheden en bases op, begon bij aan de ontwikkeling van raketinstallaties en zette hij een strikte hiërarchie van bevelvoering op. In juli 1957 werd hij aangesteld als onderchef-staf van de Amerikaanse luchtmacht, een positie die hij tot 1961 behield. Na het pensioen van Thomas White werd hij door John F. Kennedy aangesteld als vijfde chef-staf van de luchtmacht.
Als chef-staf was LeMay geen gelukkige keus. Hij maakte voortdurend ruzie met Minister van Defensie Robert McNamara, Staatssecretaris voor de Luchtmacht Eugene Zuckert en Voorzitter van de Chefs van Staven generaal Maxwell Taylor. LeMay was een strijdvaardige en nietsontziende anti-communist. Zijn eerste oorlogsplan, daterend uit 1949, stelde voor "het gehele nucleaire arsenaal in een enkele, massieve aanval in te zetten" — het afwerpen van 133 atoombommen op 70 steden in 30 dagen.
LeMay viste achter het net bij belangrijke budgetverzoeken (onder meer voor SkyBolt ALM en de vervanger van de B-52, de XB-70). Ook kreeg hij niet zijn zin aangaande zijn wens om veel harder op te treden in Vietnam (de uitspraak "We zouden Vietnam terug naar het Stenen Tijdperk moeten bombarderen" wordt aan hem toegeschreven). Zijn passie voor het inzetten van strategische bombardementen in plaats van tactische campagnes ondersteund door grondtroepen werd het beleid van de luchtmacht. Strategische bombardementen van Vietnam, Laos en Cambodja leidden tot de dood en verminking van duizenden onschuldige burgers in de jaren 1960 en '70.
Tijdens de Cubacrisis van 1962 kwam LeMay in aanvaring met president Kennedy en Minister van Defensie McNamara. LeMay was voorstander van het bombarderen van de nucleaire raketten op Cuba, ondanks het feit dat hij zelf inschatte niet meer dan 90% ervan te kunnen vernietigen. Een analyse na afloop van de Crisis concludeerde overigens dat 90% nog aanzienlijk overschat was. LeMay ondertussen was een tegenstander van de blokkade door de marine en na afloop van de Crisis stelde hij zelfs voor om alsnog Cuba binnen te vallen, zelfs nadat de Russen erin toegestemd had zich terug te trekken.
Door de politieke omstandigheden is de rol van LeMay bij het verloop van de Crisis nooit helemaal duidelijk geworden. Vast staat wel dat tijdens de Crisis het militaire apparaat van de Verenigde Staten een aantal handelingen uitgevoerd heeft die Kennedy dwars zaten bij het opzetten van een diplomatieke oplossing. Een aantal van de meer provocerende handelingen (het uitvoeren van nucleaire en rakettesten op het hoogtepunt van de Crisis, het plotseling verhogen van de paraatheid van de nucleaire strijdkrachten van de VS naar de hoogste niet-oorlogstaat) vielen onder de verantwoordelijkheid van LeMay als chef-staf van de luchtmacht. Sindsdien is er altijd de vraag gebleven of dit procedurele onhandigheden waren binnen de luchtmacht of dat LeMay actief aan het proberen was een militaire uitkomst te forceren. Vast staat wel dat LeMay heilig geloofde dat militair ingrijpen de enige, juiste oplossing was en dat hij niet geloofde dat de Sovjet-Unie zou durven escaleren tot een kernoorlog.

### Uit dienst
Als consequentie van zijn niet aflatende militarisme en zijn vijandigheid — tenminste als zodanig gevoeld — jegens McNamara en de civiele leiding van het Pentagon werd LeMay in februari 1965 met pensioen gestuurd. Een carrière in de politiek leek voor hem voorbestemd. Zijn hoogst behaalde positie in de politiek was als kandidaat-Vice President onder George Wallace, de segregationist die als onafhankelijk kandidaat meedeed aan de presidentsverkiezingen van 1968. Wallace en LeMay kenden elkaar overigens al langer; Wallace was sergeant geweest in een van LeMays eenheden tijdens de Tweede Wereldoorlog. Toen Wallace zijn keuze voor LeMay openbaar maakte in 1968 stelde Lemay dat hij, in tegenstelling tot veel Amerikanen, duidelijk niet bang was om kernwapens in te zetten. Zijn militaristisch getrompetteer deed de Wallace-campagne geen goed.
LeMay werd door verschillende landen gehuldigd en ontving onder meer de Amerikaanse Air Medal, het Distinguished Flying Cross met dubbele eikenbladclusters, het Distinguished Service Cross, het Distinguished Service Medal met dubbele clusters, het Franse Legioen van Eer en de Silver Star. Op 7 december 1964 ontving hij van de Japanse overheid de Eerste Orde van Verdienste met het Groot Cordon van de Rijzende Zon. Ook werd hij in 1957 tot lid gekozen van de Alfalfa Club. Hij diende 17 jaar als generaal.
Curtis LeMay ligt begraven op het United States Air Force Academy Cemetery te Colorado Springs in Colorado.

## Militaire loopbaan
- Army ROTC cadet: september 1924
- Second Lieutenant, Field Artillery Reserve: 14 juni 1928
- Second Lieutenant, Ohio National Guard: 22 september 1928
- Flight cadet, Army Air Corps: 28 september 1928
- Officer Commissions Terminated: 2 oktober 1929
- Second Lieutenant, Air Corps Reserve: 12 oktober 1929
- Second Lieutenant, Army Air Corps: 1 februari 1930
- First Lieutenant, Army Air Corps: 12 maart 1935
- Captain, Army Air Corps: 26 januari 1940
- Major, Army Air Corps: 21 maart 1941
- Lieutenant Colonel, Army of the United States: 23 januari 1942
- Colonel, Army of the United States: 17 juni 1942
- Brigadier General, Army of the United States: 28 september 1943
- Permanent in the Regular Army: 22 juni 1946
- Major General, Army of the United States: 3 maart 1944
- Lieutenant General, United States Air Force: 26 januari 1948
- General, United States Air Force: 29 oktober 1951
- General, USAF (gepensioneerd): 1 februari 1965

## Decoraties
LeMay is door dertien landen gehuldigd en ontving 22 medailles en andere decoraties.
- Command Pilot Badge
- Distinguished Service Cross
- Distinguished Service Medal met twee Clusters (3)
- Silver Star
- Distinguished Flying Cross met twee Clusters (3)
- Air Medaille met drie Clusters (4)
- Presidential Unit Citation plus Oak Leaf Cluster
- Eervolle Eenheids Onderscheiding met Cluster
- Amerikaanse Defensie Service Medaille
- Amerikaanse Campagne Medaille
- Europa-Afrika-Midden Oosten Campagne Medaille met drie Sterren
- Azië-Pacifische Oceaan Campagne Medaille met vier Sterren
- World War II Victory Medal
- Bezettingsmedaille voor het Leger met het "Berlin Airlift" embleem
- Medal for Humane Action
- Nationale Defensie Service Medaille
- Orde van het Zwaard
- Orde van de Rijzende Zon
- Commandeur in het Legioen van Eer
- Orde van het Zuiderkruis
- Orde van Sharifian Alawaidis
- Oorlogskruis met Palm
- Oorlogskruis (België) met Palm
- Ridder Commandeur in de Orde van Aeronautische Verdienste
- Orde der Aeronautisch Verdienste
  - Grootofficier
  - Grootkruis
- Orde van Verdienste
- Medalla Militar de Primera Clase
- Distinguished Flying Cross
- Orde van de Patriottische Oorlog, 1e graad
- Piloto Commandante Avioador Militar Honoris Causa

## Werken

### Boeken
- (met MacKinlay Kantor) Mission with LeMay: My Story (Doubleday, 1965) ISBN B00005WGR2
- (met Dale O. Smith) America is in Danger (Funk & Wagnalls, 1968) ISBN B00005VCVX
- (met Bill Yenne) Superfortress: The Story of the B-29 and American Air Power (McGraw-Hill, 1988) ISBN 0070371601

### Film

#### Als zichzelf
- The Last Bomb (Documentaire, 1945)
- In the Year of the Pig (Documentaire, 1968)
- The World at War (Documentaireserie, 1974)
- Race for the Superbomb (Documentaire, 1999)
- JFK (Speelfilm, 1991; op archiefbeeld)
- Roots of the Cuban Missile Crisis (Documentaire, 2001)
- The Fog of War: Eleven Lessons from the Life of Robert S. McNamara (Documentaire, 2003)
- DC3: Ans Sista Resa (Documentaire, 2004)

#### Op hem gebaseerd
- Strategic Air Command (karakter genaamd Generaal Ennis C. Hawkes, gespeeld door acteur Frank Lovejoy) (Speelfilm, 1955)
- Dr. Strangelove or: How I Learned to Stop Worrying and Love the Bomb (karakter genaamd Generaal Buck Turgidson, gespeeld door acteur George C. Scott) (Speelfilm, 1964)
- Thirteen Days (gespeeld door acteur Kevin Conway) (Speelfilm, 2000)